# Zapasy na Letnich Igrzyskach Olimpijskich 1996 – kategoria do 62 kg w stylu wolnym
Zmagania mężczyzn do 62 kg to jedna z dziesięciu męskich konkurencji w zapasach w stylu wolnym rozgrywanych podczas Letnich Igrzysk Olimpijskich 1996. Pojedynki w tej kategorii wagowej odbyły się w dniach 1 – 2 sierpnia.

## Klasyfikacja[1]
| Pozycja | Nazwisko            | Kraj              |
| ------- | ------------------- | ----------------- |
| 1       | Tom Brands          | Stany Zjednoczone |
| 2       | Jang Jae-seong      | Korea Południowa  |
| 3       | Elbrus Tedejew      | Ukraina           |
| 4       | Takahiro Wada       | Japonia           |
| 5       | Magomied Azizow     | Rosja             |
| 6       | Giovanni Schillaci  | Włochy            |
| 7       | Marty Calder        | Kanada            |
| 8       | Ramil Isłamow       | Uzbekistan        |
| 9       | István Demeter      | Węgry             |
| 10      | Arut Parsekian      | Cypr              |
| 11      | Siarhiej Smal       | Białoruś          |
| 12      | Șerban Mumjiev      | Rumunia           |
| 13      | Jürgen Scheibe      | Niemcy            |
| 14      | Enrique Cubas       | Peru              |
| 15      | Len Zaslavsky       | Australia         |
| 16      | Anibál Nieves       | Portoryko         |
| 17      | Jan Krzesiak        | Polska            |
| 18      | Tjaart du Plessis   | Południowa Afryka |
| 19      | Abbas Hadżdż Kenari | Iran              |
| 20      | Vath Chamroeun      | Kambodża          |
| .       | Martin Müller       | Szwajcaria        |

## Zasady[2]
- TO — Łopatki
- PP — Na punkty (Pokonany zdobył punkty)
- PO — Na punkty (Pokonany bez punktów)
- PA — Kontuzja
- ST — Przewaga (10 punktów różnicy, pokonany bez punktów)
- SP — Przewaga (10 punktów różnicy, pokonany zdobył punkty)

## Wyniki

### Runda 1
|                     | Wynik |                | Punkty |
| 1/16                | 1/16  | 1/16           | 1/16   |
| ------------------- | ----- | -------------- | ------ |
| Takahiro Wada       | 11–0  | Șerban Mumjiev | 4–0 ST |
| Enrique Cubas       | 7–7   | Jan Krzesiak   | 3–1 PP |
| Arut Parsekian      | 2–5   | Jang Jae-seong | 1–3 PP |
| Tjaart du Plessis   | 1–5   | Elbrus Tedejew | 1–3 PP |
| István Demeter      | 3–0   | Anibál Nieves  | 3–0 PO |
| Abbas Hadżdż Kenari | 0–3   | Tom Brands     | 0–3 PO |
| Martin Müller       | 0–6   | Siarhiej Smal  | 0–3 PO |
| Marty Calder        | 2–4   | Jürgen Scheibe | 1–3 PP |
| Magomied Azizow     | 10–0  | Vath Chamroeun | 4–0 ST |
| Giovanni Schillaci  | 10–0  | Len Zaslavsky  | 4–0 ST |
| Ramil Isłamow       |       | Bez walki      |        |

### Runda 2
|                    | Wynik |                     | Punkty |
| 1/8                | 1/8   | 1/8                 | 1/8    |
| ------------------ | ----- | ------------------- | ------ |
| Ramil Isłamow      | 2–3   | Takahiro Wada       | 1–3 PP |
| Enrique Cubas      | 0–3   | Jang Jae-seong      | 0–3 PO |
| Elbrus Tedejew     | 11–1  | István Demeter      | 4–1 SP |
| Tom Brands         | 5–0   | Siarhiej Smal       | 3–0 PO |
| Jürgen Scheibe     | 2–8   | Magomied Azizow     | 1–3 PP |
| Giovanni Schillaci |       | Bez walki           |        |
| Repasaże           |       |                     |        |
| Șerban Mumjiev     | 12–1  | Jan Krzesiak        | 4–1 SP |
| Arut Parsekian     | 3–1   | Tjaart du Plessis   | 3–1 PP |
| Anibál Nieves      | 8–3   | Abbas Hadżdż Kenari | 3–1 PP |
| Martin Müller      | 0–6   | Marty Calder        | 0–3 PO |
| Vath Chamroeun     | 0–9   | Len Zaslavsky       | 0–4 TO |

### Runda 3
|                    | Wynik |                | Punkty |
| 1/4                | 1/4   | 1/4            | 1/4    |
| ------------------ | ----- | -------------- | ------ |
| Giovanni Schillaci | 4–3   | Takahiro Wada  | 3–1 PP |
| Jang Jae-seong     | 3–1   | Elbrus Tedejew | 3–1 PP |
| Tom Brands         |       | Bez walki      |        |
| Magomied Azizow    |       | Bez walki      |        |
| Repasaże           |       |                |        |
| Șerban Mumjiev     | 2–7   | Arut Parsekian | 1–3 PP |
| Anibál Nieves      | 0–3   | Marty Calder   | 0–3 PO |
| Len Zaslavsky      | 0–10  | Ramil Isłamow  | 0–4 ST |
| Enrique Cubas      | 1–11  | István Demeter | 1–4 SP |
| Siarhiej Smal      | 8–1   | Jürgen Scheibe | 3–1 PP |

### Runda 4
|                    | Wynik    |                 | Punkty   |
| Półfinał           | Półfinał | Półfinał        | Półfinał |
| ------------------ | -------- | --------------- | -------- |
| Giovanni Schillaci | 1–1      | Jang Jae-seong  | 1–3 PP   |
| Tom Brands         | 4–1      | Magomied Azizow | 3–1 PP   |
| Repasaże           |          |                 |          |
| Arut Parsekian     | 4–10     | Marty Calder    | 1–3 PP   |
| Ramil Isłamow      | 6–1      | István Demeter  | 3–1 PP   |
| Siarhiej Smal      | 0–3      | Takahiro Wada   | 0–3 PO   |
| Elbrus Tedejew     |          | Bez walki       |          |

### Runda 5
|                | Wynik    |               | Punkty   |
| Repasaże       | Repasaże | Repasaże      | Repasaże |
| -------------- | -------- | ------------- | -------- |
| Elbrus Tedejew | 5–4      | Ramil Isłamow | 3–1 PP   |
| Marty Calder   | 3–7      | Takahiro Wada | 1–3 PP   |

### Runda 6
|                    | Wynik    |                 | Punkty   |
| Repasaże           | Repasaże | Repasaże        | Repasaże |
| ------------------ | -------- | --------------- | -------- |
| Giovanni Schillaci | 3–10     | Elbrus Tedejew  | 1–3 PP   |
| Takahiro Wada      | 10–0     | Magomied Azizow | 4–0 ST   |

### Finały[12]
|                    | Wynik            |                  | Punkty           |
| O siódme miejsce   | O siódme miejsce | O siódme miejsce | O siódme miejsce |
| ------------------ | ---------------- | ---------------- | ---------------- |
| Ramil Isłamow      | 1–9              | Marty Calder     | 1–3 PP           |
| O piąte miejsce    |                  |                  |                  |
| Giovanni Schillaci | WO               | Magomied Azizow  | 0–4 PA           |
| O brązowy medal    |                  |                  |                  |
| Elbrus Tedejew     | 3–1              | Takahiro Wada    | 3–1 PP           |
| Finał              |                  |                  |                  |
| Jang Jae-seong     | 0–7              | Tom Brands       | 0–3 PO           |